# Николај Хлистов
Николај Павлович Хлистов (рус. Николай Павлович Хлыстов; Вјажневка, 10. новембар 1932 — Москва, 14. фебруар 1999) био је совјетски хокејаш на леду и члан репрезентације Совјетског Савеза која је освојила историјску прву златну медаљу на Светском првенству 1954. године. Играо је на позицији нападача. Заслужни мајстор спорта Совјетског Савеза од 1954. године.
Целу играчку каријеру (1950−1961) провео је у редовима московског Крила Совјетова са којим је освојио титулу националног првака 1957. и титулу победника националног купа 1951. године. У националном првенству је одиграо преко 250 утакмица и постигао 150 голова. 
За репрезентацију Совјетског Савеза наступао је од 1954. до 1958. одигравши 79 утакмица и постигавши 22 гола. Највећи успеси у репрезентативном дресу су му били златна олимпијска медаља на ЗОИ 1956. у Кортини, те титула светског првака на СП 1954. године. Са светских првенстава има још три сребрне медаље из 1955, 1957. и 1958. године. 
По окончању играчке каријере једно краће време је радио као тренер екипе Красни Октјабр (1961−1964).